# Piracmonita
La piracmonita o pyracmonita és un mineral de la classe dels sulfats. Rep el seu nom del grec πνρ, foc, i ακμων, enclusa, que recorda el taller del mític Hefest, que suposadament es troba a l'illa de Vulcano, on va ser descoberta aquesta espècie.

## Característiques
La piracmonita és un sulfat de fórmula química (NH₄)₃Fe(SO₄)₃. Va ser aprovada com a espècie vàlida per l'Associació Mineralògica Internacional l'any 2008. Cristal·litza en el sistema trigonal. Es troba en forma d'agregats de cristalls prismàtics hexagonals allargats de fins a 0,2 mil·límetres de longitud, incolors o de color blanc. Es troba en estreta relació amb l'aluminopiracmonita (químicament, l'anàleg d'alumini). És l'anàleg d'amoni de 'Unnamed (Na-Fe Sulphate), tots dos trigonals però no isoestructurals.
Segons la classificació de Nickel-Strunz, la piracmonita pertany a «07.AC - Sulfats (selenats, etc.) sense anions addicionals, sense H₂O, amb cations de mida mitjana i grans» juntament amb els següents minerals: vanthoffita, efremovita, langbeinita, manganolangbeinita, yavapaiïta, eldfellita, godovikovita, sabieïta, thenardita, metathenardita i aftitalita.

## Formació i jaciments
Es forma sota una temperatura mitjana d'aproximadament 250 °C, a les fumaroles intracràter desenvolupada en una bretxa piroclàstica. Sol trobar-se associada a altres minerals com el salmiac i la kremersita. Va ser descoberta al cràter La Fossa, a Vulcano, Lipari, illes Eòlies (Sicília, Itàlia).